# Monica Bonafede
Monica Bonafede (Roma, 27 maggio 1985) è un'ex cestista italiana, ala di 186 cm che ha giocato nel campionato italiano col Basket Spezia Club.

## Carriera
Ha giocato per tre stagioni in Serie A1 con il Cras Taranto, per mezza con la Virtus Viterbo; alla fine della stagione 2007-2008, giocata in Serie A2 con la Fratta Umbertide, ha conquistato la promozione in Serie A1. Per un anno ha vestito la maglia della Pallacanestro Ribera.
Secondo il suo allenatore a Ribera, Francesco Paolo Anselmo, Bonafede è «uno dei migliori difensori italiani.» La stagione 2009-2010 l'ha disputata in Serie A2 con la Cestistica Azzurra Orvieto. Dall'estate del 2010 gioca nel girone B della Serie A2 con la Virtus Viterbo.
Nella stagione 2012-2013 è stata ingaggiata dalla Meccanica Nova Bologna, in Serie A2. Nell'estate 2013 è annunciata dal Bull Basket Latina, ma non è inserita poi nel roster che partecipa alla Serie A3 per una gravidanza. Nella stagione 2014-2015 entra a far parte del roster della immensa Basket Frascati in Serie B, dove per due anni sfiora la promozione alla serie superiore. Le stagioni 2016-2018 sono un momento di pausa da basket che conta, giocando in Serie C con l'Albano Basket, per poi tornare nella stagione 2018-2019 nuovamente nella massima serie regionale con la maglia gialloblu del San Raffaele Bk.

## Statistiche

### Presenze e punti nei club
Dati aggiornati al 31 maggio 2009.
| Stagione        | Squadra                     | Competizione | Partite | Partite | Partite | Statistiche tiro | Statistiche tiro | Statistiche tiro | Altre statistiche | Altre statistiche | Altre statistiche | Altre statistiche | Altre statistiche |
| Stagione        | Squadra                     | Competizione | Pres.   | Titol.  | Minuti  | Tiri da 2        | Tiri da 3        | Liberi           | Rimb.             | Assist            | Rubate            | Stopp.            | Punti             |
| --------------- | --------------------------- | ------------ | ------- | ------- | ------- | ---------------- | ---------------- | ---------------- | ----------------- | ----------------- | ----------------- | ----------------- | ----------------- |
| 2004-2005       | Pasta Ambra Taranto         | Serie A1     | 19      | 0       | 115     | 9/30             | 0/3              | 9/21             | 37                | 7                 | 10                | 0                 | 27                |
| 2005-2006       | Pasta Ambra Taranto         | Serie A1     | 31      | 7       | 423     | 30/81            | 3/11             | 14/30            | 39                | 9                 | 35                | 4                 | 83                |
| 2006-2007       | Levoni Taranto              | Serie A1     | 31      | 4       | 463     | 34/99            | 4/25             | 45/83            | 81                | 29                | 39                | 6                 | 125               |
| '07-feb. '08    | Gescom Viterbo              | Serie A1     | 16      | 9       | 313     | 17/49            | 1/12             | 17/31            | 32                | 3                 | 22                | 2                 | 54                |
| feb. '08-'08    | Liomatic Umbertide          | Serie A2     | 18      | 10      | 451     | 60/159           | 8/20             | 63/106           | 127               | 18                | 40                | 9                 | 207               |
| 2008-2009       | Banco di Sicilia Ribera     | Serie A1     | 22      | 14      | 489     | 19/60            | 4/10             | 9/16             | 73                | 10                | 19                | 3                 | 59                |
| 2009-2010       | Ceprini Costruzioni Orvieto | Serie A2     | 25      | 20      | 726     | 58/161           | 5/25             | 35/66            | 145               | 37                | 64                | 4                 | 166               |
| Totale carriera |                             |              |         |         |         |                  |                  |                  |                   |                   |                   |                   |                   |

### Cronologia presenze e punti in Nazionale
| Cronologia completa delle presenze e dei punti in Nazionale - Italia | Cronologia completa delle presenze e dei punti in Nazionale - Italia | Cronologia completa delle presenze e dei punti in Nazionale - Italia | Cronologia completa delle presenze e dei punti in Nazionale - Italia | Cronologia completa delle presenze e dei punti in Nazionale - Italia | Cronologia completa delle presenze e dei punti in Nazionale - Italia | Cronologia completa delle presenze e dei punti in Nazionale - Italia | Cronologia completa delle presenze e dei punti in Nazionale - Italia |
| Data                                                                 | Città                                                                | In casa                                                              | Risultato                                                            | Ospiti                                                               | Competizione                                                         | Punti                                                                | Note                                                                 |
| -------------------------------------------------------------------- | -------------------------------------------------------------------- | -------------------------------------------------------------------- | -------------------------------------------------------------------- | -------------------------------------------------------------------- | -------------------------------------------------------------------- | -------------------------------------------------------------------- | -------------------------------------------------------------------- |
| 24/07/2008                                                           | Bormio                                                               | Italia                                                               | 63 - 60                                                              | Grecia                                                               | Torneo amichevole                                                    | 1                                                                    | [ 9 ]                                                                |
| 26/07/2008                                                           | Bormio                                                               | Italia                                                               | 66 - 69                                                              | Belgio                                                               | Torneo amichevole                                                    | 5                                                                    | [ 10 ]                                                               |
| 31/07/2008                                                           | Poprad                                                               | Slovacchia                                                           | 79 - 52                                                              | Italia                                                               | Torneo amichevole                                                    | 2                                                                    | [ 11 ]                                                               |
| 01/08/2008                                                           | Poprad                                                               | Italia                                                               | 68 - 70                                                              | Canada                                                               | Torneo amichevole                                                    | 4                                                                    | [ 12 ]                                                               |
| 02/08/2008                                                           | Poprad                                                               | Italia                                                               | 70 - 58                                                              | Germania                                                             | Torneo amichevole                                                    | 0                                                                    | [ 13 ]                                                               |
| 16-8-2008                                                            | Cagliari                                                             | Italia                                                               | 77 - 62                                                              | Finlandia                                                            | Qual. Euro 2009 - Gruppo B                                           | 0                                                                    | [ 14 ]                                                               |
| 20-8-2008                                                            | Sarajevo                                                             | Bosnia ed Erzegovina                                                 | 53 - 68                                                              | Italia                                                               | Qual. Euro 2009 - Gruppo B                                           | 0                                                                    | [ 15 ]                                                               |
| 30-8-2008                                                            | Bologna                                                              | Italia                                                               | 69 - 76                                                              | Polonia                                                              | Qual. Euro 2009 - Gruppo B                                           | 0                                                                    | [ 16 ]                                                               |
| 3-9-2008                                                             | Espoo                                                                | Finlandia                                                            | 52 - 68                                                              | Italia                                                               | Qual. Euro 2009 - Gruppo B                                           | 4                                                                    | [ 17 ]                                                               |
| 6-9-2008                                                             | Schio                                                                | Italia                                                               | 75 - 49                                                              | Bosnia ed Erzegovina                                                 | Qual. Euro 2009 - Gruppo B                                           | 2                                                                    | [ 18 ]                                                               |
| 13-9-2008                                                            | Adana                                                                | Turchia                                                              | 80 - 61                                                              | Italia                                                               | Qual. Euro 2009 - Gruppo B                                           | 3                                                                    | [ 19 ]                                                               |
| Totale                                                               |                                                                      | Presenze                                                             | 11                                                                   |                                                                      | Punti                                                                | 21                                                                   |                                                                      |

## Palmarès
- Campionato italiano di Serie A2: 1
Fratta Umbertide: 2007-08.